# Håndboldligaen 1999/2000
Die Håndboldligaen 1999/2000 war die 64. Spielzeit der höchsten dänischen Spielklasse im Handball der Männer.

## Modus
In dieser Saison spielten im Grunddurchgang (dänisch Grundspil) 12 Mannschaften im Modus „Jeder gegen jeden“ mit je einem Heim- und Auswärtsspiel. 
Im Halbfinale traten die besten vier Mannschaften über Kreuz im Modus Best-of-3 gegeneinander an. Die Sieger der Halbfinals spielten im selben Modus im Finale (dänisch Finalekampe) um die dänische Meisterschaft, die Verlierer um den dritten Platz (dänisch Bronzekampe). Der dänische Meister der Saison 1999/2000 nahm an der EHF Champions League 2000/01 teil. Die zweit- und drittplatzierten Mannschaften nahmen am EHF-Pokal 2000/01 teil. Der Pokalsieger des Jahres 1999, Skjern Håndbold, nahm am Europapokal der Pokalsieger 2000/01 teil.
Die beiden schlechtestplatzierten Mannschaften des Grunddurchgangs stiegen in die zweite dänische Liga ab.

## Grunddurchgang
| Rang                                             | Mannschaft                 | Spiele | Punkte |
| ------------------------------------------------ | -------------------------- | ------ | ------ |
| 01                                               | GOG                        | 22     | 36     |
| 02                                               | Virum-Sorgenfri HK         | 22     | 32     |
| 03                                               | Viborg HK                  | 22     | 29     |
| 04                                               | Tvis KFUM (N)              | 22     | 25     |
| 05                                               | Skjern Håndbold (M)        | 22     | 24     |
| 06                                               | Kolding IF                 | 22     | 23     |
| 07                                               | Vadum IF                   | 22     | 23     |
| 08                                               | Frederiksberg IF           | 22     | 18     |
| 09                                               | Team Helsinge              | 22     | 17     |
| 10                                               | HK Roar (N)                | 22     | 17     |
| 11                                               | Vrold-Skanderborg Håndbold | 22     | 12     |
| 12                                               | Team Esbjerg               | 22     | 08     |
| Quelle: haandboldligaen.dk, Stand: 30. Juni 2000 |                            |        |        |

| Legende |                                                          |
| (M)     | Dänischer Meister der Vorsaison                          |
| (N)     | Aufsteiger aus der der 1. Division                       |
|         | Dänischer Meister 1999/2000                              |
|         | qualifiziert für den EHF-Pokal 2000/01                   |
|         | qualifiziert für den Europapokal der Pokalsieger 2000/01 |
|         | Abstiegsplatz                                            |

## Finalspiele

### Halbfinale
Im Halbfinale setzte sich GOG gegen Tvis KFUM sowie Virum-Sorgenfri HK gegen Viborg HK in jeweils zwei Spielen durch.

### Finale
In den Finalspielen trafen GOG und Virum-Sorgenfri HK aufeinander. Die Entscheidung fiel erst im dritten Spiel, das GOG zu Hause mit 24:21 für sich entschied.

## Meistermannschaft
Zu GOGs Meistermannschaft gehörten Trainer Bent Nyegaard sowie die Spieler Sune Duevang Agerschou, Lars Alhage, Lars Felskov, Henrik M. Gerster, Jesper Dissing Jacobsen, Troels Jacobsen, Dan Møller Jensen, Frank L. Jensen, Morten Jensen, Allan Kromann, Torsten Laen, Jakob Larsen, Carsten Ledel, Peter S. Marxen, Kasper Nielsen, Niels E. K. Nielsen, Søren Nielsen, Niels Kildelund, Søren Kildelund Nielsen, Torben Pedersen, Thomas Rasmussen, Simon Rieck, Kenneth Sahlholdt, Søren Stryger und Keld Vilhelmsen.